# ماوریک (آریزونا)
ماوریک (به انگلیسی: Maverick) یک منطقهٔ مسکونی در ایالات متحده آمریکا است که در آریزونا واقع شده‌است. ماوریک ۲٬۳۷۹ متر بالاتر از سطح دریا واقع شده‌است.